# Ixora novemnervia
Ixora novemnervia är en måreväxtart som beskrevs av João de Loureiro. Ixora novemnervia ingår i släktet Ixora och familjen måreväxter. Inga underarter finns listade i Catalogue of Life.